# Kultura magdaleńska
Kultura magdaleńska (ang. Magdalenian, Madelenian; fr. Magdalénien) – jedna z kultur późnego paleolitu, udokumentowana w Europie zachodniej i środkowej i datowana na przedział od 18 do 11 tys. lat wstecz. Nazwa wywodzi się od stanowiska Abri de la Madeleine, w departamencie Dordogne we Francji.

Zasięg kultury magdaleńskiej w Europie (kolor bladoróżowy)i jej główne stanowiska archeologiczne

Kultura magdaleńska charakteryzowała się dość wyrafinowaną produkcją narzędzi z krzemienia, rogu i kości. Do kultury magdaleńskiej zaliczają się monumentalne przykłady malarstwa naskalnego odkryte w jaskiniach, głównie Francji i Hiszpanii, w tym: Altamira, Lascaux, Font-de-Gaume. Charakterystyczne dla kultury magdaleńskiej były między innymi specyficzne groty oszczepów, falliczne przedmioty kultowe oraz oprawy narzędzi krzemiennych, tzw. navettes. Jednym z najważniejszych ośrodków kultury magdaleńskiej był ośrodek morawski.
W Polsce obozowisko ludzi kultury magdaleńskiej odkryto m.in. w Jaskini Maszyckiej w Ojcowskim Parku Narodowym. Zasięg znalezisk kultury magdaleńskiej we Wschodniej Europie korelował z zasięgiem występowania suhaków, na które najpewniej urządzano polowania. Przedstawiciele ludów magdaleńskich polowali też m.in. na bizony, konie czy renifery. W Brzoskiwini k. Krakowa odkryto liczne pracownie obróbki krzemienia pochodzące z czasów magdaleńskich.